# Cerknica
Cerknica és una petita ciutat (10,284 habitants), al municipi eslovè de Kras, una regió del sud-oest d'Eslovènia. La pràctica del surf és molt popular al llac Cerknica, el més gran d'Eslovènia.
Les famoses coves de Postojna són a prop de Cerknica, i són un dels sistemes de coves més impressionants del món.